# Pedro Camejo
Pedro Camejo is een gemeente in de Venezolaanse staat Apure. De gemeente telt 36.100 inwoners. De hoofdplaats is San Juan de Payara.
De gemeente is met een ster vertegenwoordigd in de vlag van Apure.